# Relations transdétroit
 (novembre 2015).
Les relations transdétroit[réf. nécessaire] ou relations interdétroit[réf. nécessaire] (Chinois simplifié : 海峡两岸关系; Chinois traditionnel : 海峽兩岸關係; pinyin: Hǎixiá Liǎng'àn guānxì) sont les relations entre la Chine continentale, située à l'ouest du détroit de Taïwan, et Taïwan, situé à l'est ; surtout les relations entre leurs gouvernements respectifs, la république populaire de Chine (RPC) et la république de Chine (Taïwan) (RDC). À l'heure actuelle, l'organe du gouvernement de la RPC responsable des relations avec Taïwan est le bureau des affaires taïwanaises.
En 1949, lorsque la guerre civile chinoise tourna en faveur des communistes (PCC), le gouvernement de la république de Chine, dirigé par le Kuomintang (KMT), battit retraite sur Taïpei, à Taïwan, alors que le parti communiste chinois proclamait la république populaire de Chine à Pékin.
Dès lors, les relations entre la Chine continentale et Taïwan ont été caractérisées par l'absence de contact et l'animosité. Dans les premières années, des conflits militaires continuaient alors que les deux gouvernements luttaient pour être le gouvernement légitime de la Chine. Plus récemment, le statut juridique et légal de Taïwan est devenu controversé, avec l'expression du sentiment d'indépendance de Taïwan considéré comme illégal par la RPC. Lors de certaines tentatives de rapprochement, les échanges non gouvernementaux et semi-gouvernementaux entre les deux bords se sont accrus. À partir 2008, avec le KMT aux commandes à Taïwan, des négociations débutent pour rétablir les « trois liens » (transport, commerce et communications) entre les deux côtés, coupés depuis 1949. Celles-ci sont cependant soumises aux changements de politiques de part et d'autre du détroit.
Les termes politiquement correct « relations transdétroit » et « relations interdétroit » ont été adoptés par les deux parties concernées ainsi que par de nombreux observateurs, afin que la relation entre la Chine continentale et Taïwan ne soit pas appelée « relations Chine-Taïwan » ou « relations RPC-RDC ». Le premier terme signifierait l'exclusion de Taïwan de la Chine et est considéré comme non-neutre. Le second impliquerait la coexistence de deux États et ne reflète la position d'aucun des deux gouvernements. La langue chinoise n'a également aucun terme équivalent à ces deux derniers.

## Histoire

### Avant 1949

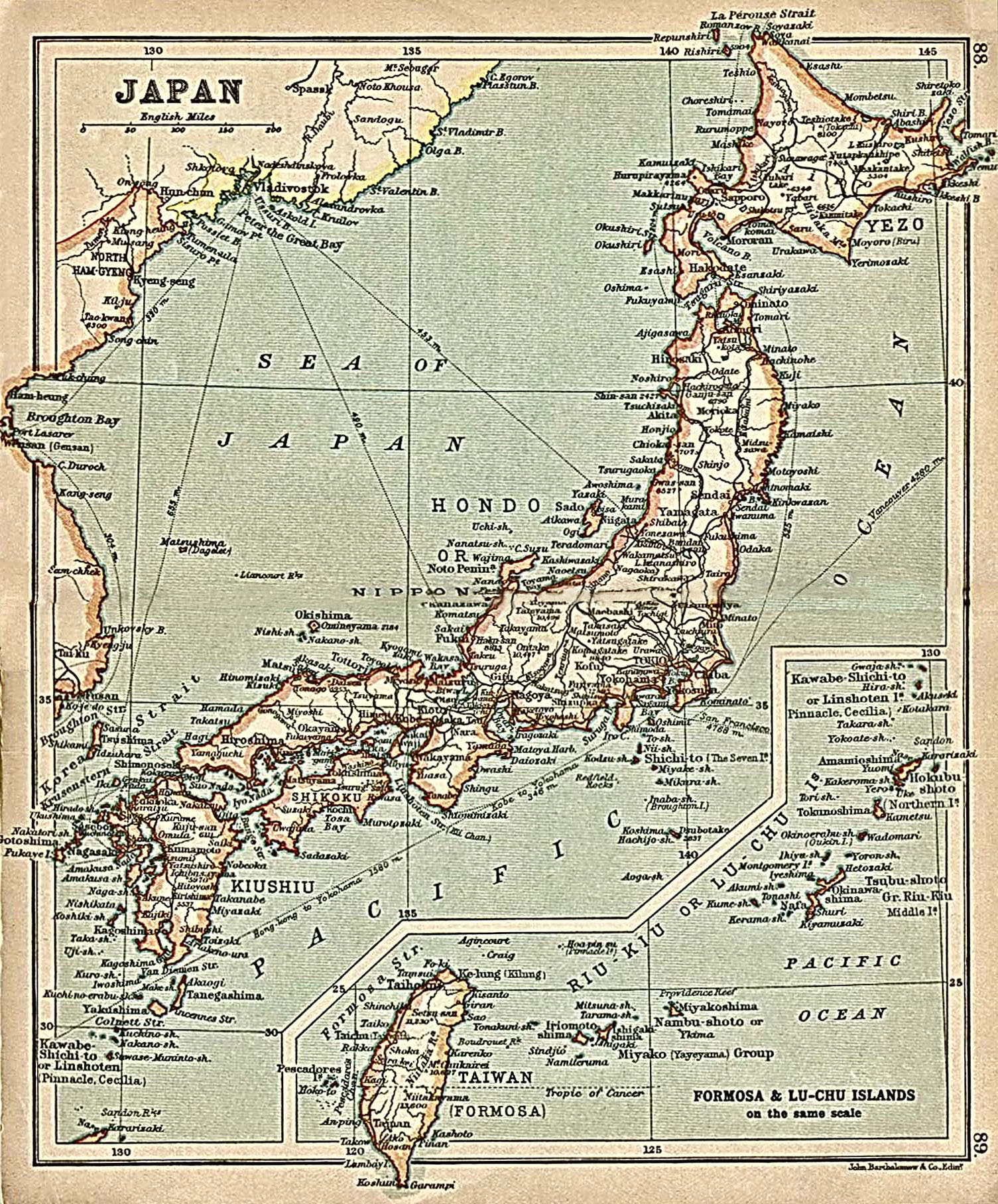
Une carte de 1912 de l'Empire japonais, montrant Taïwan, sous domination japonaise entre 1895 et 1945

Les premiers temps de l'histoire des relations inter-détroit concernaient l'échange de cultures, personnes et technologies,,. Cependant, aucune des dynasties chinoises n'incorporèrent formellement Taïwan dans les temps anciens. Aux XVIe et XVIe siècles, Taïwan attira l'attention des explorateurs portugais puis néerlandais et espagnols. En 1624, les Néerlandais établirent leur premier comptoir sur Taïwan. En 1662, Koxinga, un loyaliste à la dynastie Ming défit les Néerlandais et occupa l'île, établissant pour la première fois un régime dirigé par les chinois de l'ethnie Han. Les héritiers de Koxinga se servirent de Taïwan comme base pour des raids sur la Chine continentale contre les Manchous de la dynastie Qing. Ils furent définitivement défaits en 1663 par les forces Qing. L'année suivante, Taïwan fut administrativement incorporé à la province du Fujian. Entre la fin du XVIIe siècle et le début du XIXe siècle, le gouvernement impérial Qing ne prêta que peu d'attention à Taïwan.
La situation changea au milieu du XIXe siècle, lorsque les autres puissances lorgnèrent de plus en plus sur Taïwan en raison de sa position stratégique et de ses ressources. Ceci encouragea l'administration Qing à amorcer une modernisation de la société taïwanaise, par l'ajout notamment d'une ligne télégraphique et d'une chemin de fer entre Keelung, Taïpei et Hsinchu. En 1885, le gouvernement impérial Qing  incorpora l'île de Taïwan dans la nouvelle province de Taïwan. Cependant, la chute des Qing rattrapa le développement de Taïwan, et en 1885, à la suite de la défaite dans la première guerre sino-japonaise, le gouvernement impérial céda Taïwan au Japon à perpétuité. Les loyalistes Qing résistèrent brièvement à l'occupation japonaise sous la bannière de la république de Taïwan, mais l'ordre fut bientôt rétabli par les autorités japonaises.
Le Japon domina Taïwan jusqu'en 1945. Durant cette période, Taïwan était une région de l'empire japonais et fut considérée comme de juridiction étrangère pour l'empire Qing de même que pour la république de Chine (RDC) qui suivit après 1912. En 1945, le Japon fut défait dans la seconde Guerre mondiale et ses forces à Taïwan se rendirent à la RDC, dirigée alors par le parti politique nationaliste du Kuomintang (KMT). La période de l'immédiate après-guerre fut marquée par des conflits entre les résident taïwanais et les autorités chinoises du KMT, dont le point culminant fut le soulèvement du 228, soit le 28 février 1947. Les germes pour un mouvement autonomiste et indépendantiste de Taïwan naquirent à cette période. Ce mouvement fut allié avec le parti communiste chinois dans sa lutte contre le gouvernement KMT de Tchang Kaï-chek. Une de ces organisations, la Ligue pour un gouvernement démocratique et autonome de Taïwan, reste encore à ce jour l'un des huit partis officiels de la RPC.
La Chine s'engouffra bientôt pleinement dans la guerre civile. En 1949, l'issue de la guerre tourna contre le KMT en faveur du PCC. Le premier octobre 1949, le PCC proclama la fondation de la république populaire de Chine à Pékin. Le gouvernement de la RDC battit en retraite vers Taïwan en décembre 1949 puis déclara Taïpei comme sa capitale provisoire.

### De l'impasse militaire à la guerre diplomatique (1949–1979)
À l'origine, la position des États-Unis, qui furent les principaux alliés de Tchang Kaï-chek, fut d'abandonner ce dernier et de tenter de coopérer avec les communistes. Lorsque la Guerre de Corée débuta, cette politique fut inversée et les États-Unis s'efforcèrent de protéger le territoire restant à Tchang Kaï-chek contre une éventuelle annexion continentale. Cependant, les États-Unis se défièrent tout autant des positions panchinoises de Tchang qui cherchait à recouvrer son pouvoir en république populaire de Chine.
Sur le plan diplomatique, durant cette période et jusqu'en 1971, le gouvernement de la RDC continua à être reconnu comme le gouvernement légitime de toute la Chine par la plupart des gouvernements de l'OTAN. La RPC fut reconnue par les pays du bloc soviétique, les membres du mouvement des non-alignés et quelques gouvernements occidentaux comme le Royaume-Uni ou les Pays-Bas. Les deux gouvernements se disputaient alors, sur le plan de la légitimité historique et morale, la souveraineté sur toute la Chine. La propagande de la guerre civile imprégnait les programmes éducatifs. D'une rive à l'autre se tissait le mythe de frères ultramarins survivant dans une misère noire. Les médias officiels, de part et d'autre du détroit, dénonçait le gouvernement d'en face comme composé de « bandits ». Dans cette conjoncture d'extrême tension idéologique, la RDC découragea avec force la reconnaissance de l'identité taïwanaise et de l'indépendance de Taïwan.

### Après 1979
Les premières liaisons aériennes à travers le détroit ont lieu le 29 janvier 2005.
En 2016, à la suite de l'élection de Tsai Ing-wen du parti démocrate progressiste, en faveur de l'indépendance de Taïwan, le gouvernement de Pékin réaffirme son attachement à la Politique d'une seule Chine. Depuis lors, les relations transdétroits se sont dégradées.

### Depuis 2016
Les relations entre la république populaire de Chine et Taïwan se sont dégradées depuis l'élection démocratique de Tsai Ing-wen en 2016.
Depuis l'invasion de l'Ukraine par la Russie de 2022, les relations entre la Chine et Taïwan sont devenues plus tendues[réf. nécessaire].
À la suite de la visite de Nancy Pelosi à Taïwan, la Chine a pris des sanctions contre les USA. De plus, elle a également réalisé plusieurs exercices militaires autour de l'île du Pacifique au cours des années 2022 et 2023,.
La république populaire de Chine a de nouveau menacé les États-Unis à l'arrivée du vice président taïwanais sur le sol américain en août 2023.
En mai 2024, L'Armée populaire de libération chinoise, commence des exercices militaires autour de l'île de Taiwan comme une simulation d'invasion, mettant en garde contre toute ingérence et sanctions pour l'élection du président de la République de Chine Lai Ching-te, qu'elle considère comme un séparatiste. Taïwan mobilise son armée en réponse.